# 바르샤바 게토 봉기

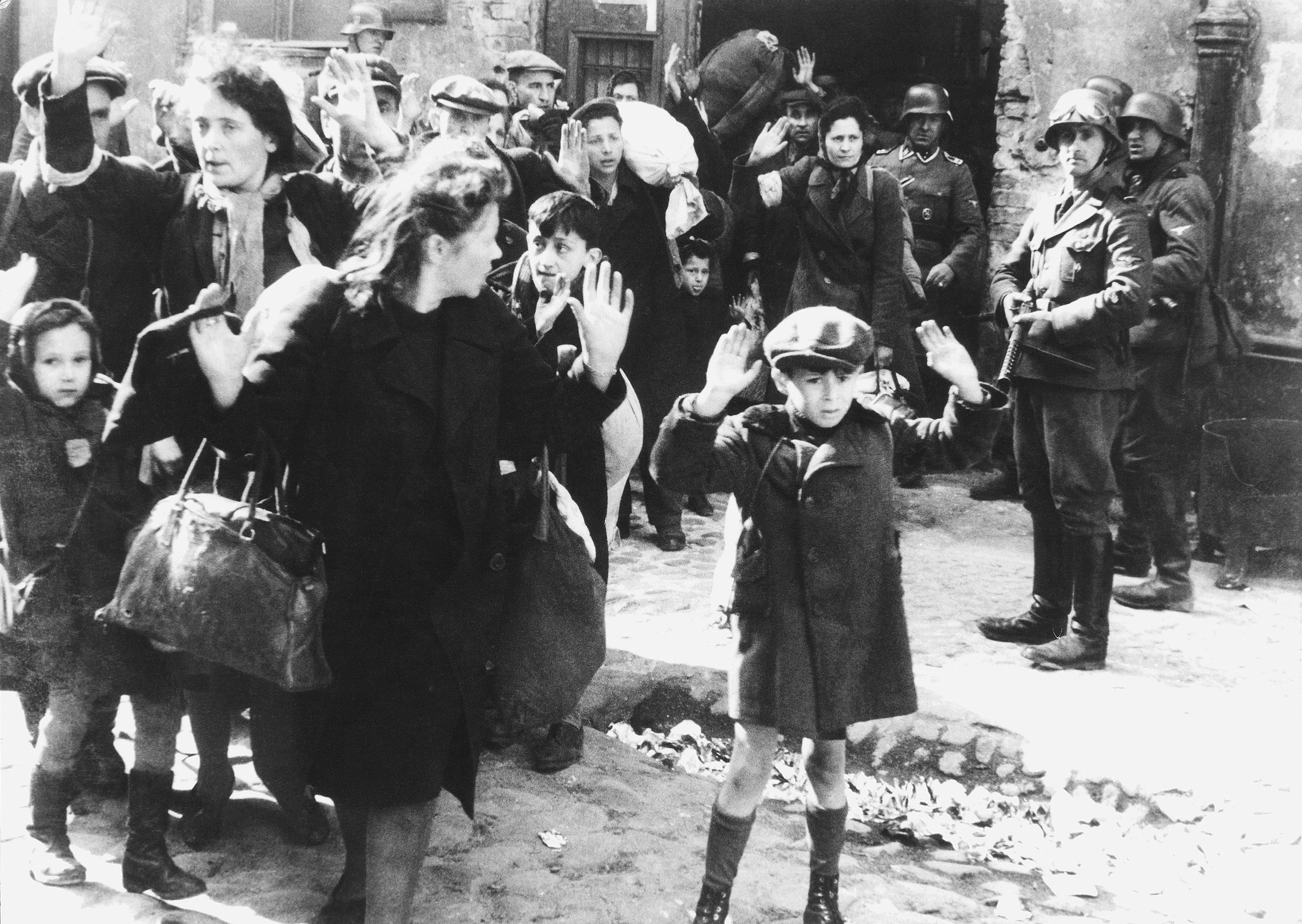
바르샤바 봉기 기념물

바르샤바 게토 봉기(폴란드어: Powstanie w getcie warszawskim)는 제2차 세계 대전 중 나치 독일이 바르샤바 게토에 남아 있던 유대인들을 마이다네크 강제 수용소와 트레블링카 강제 수용소의 가스실로 이송하려는 최후의 시도에 반대하여 일어난 1943년 발생한 유대인 저항 운동이다.